# Ceresium angustulum
Ceresium angustulum là một loài bọ cánh cứng trong họ Cerambycidae.